# Carl Fredrik Fagerström
Carl Fredrik Fagerström, född 8 februari 1795 i Asby, död 13 mars 1850 i Lund, var en svensk kemist.

## Biografi
Carl Fredrik Fagerström var son till sergeanten Gustaf Fagerström och Anna Elisabeth Lilja. Han började studera vid Lunds universitet med testimonium av Bengt Kocken och tog magisterexamen 1820, blev docent i kemi i Lund 1824 samt adjunkt 1830 tillika lärare vid Degeberg lantbruksskola 1840-1845. Han var Östgöta nations kurator 1831-1839 samt 1845-1850 och dess hedersledamot 1844.
han var ldamot i Kungliga Fysiografiska sällskapet